# Brit Marling
Brittany Heyworth Marling, detta Brit (Chicago, 7 agosto 1982), è un'attrice e sceneggiatrice statunitense.

## Biografia

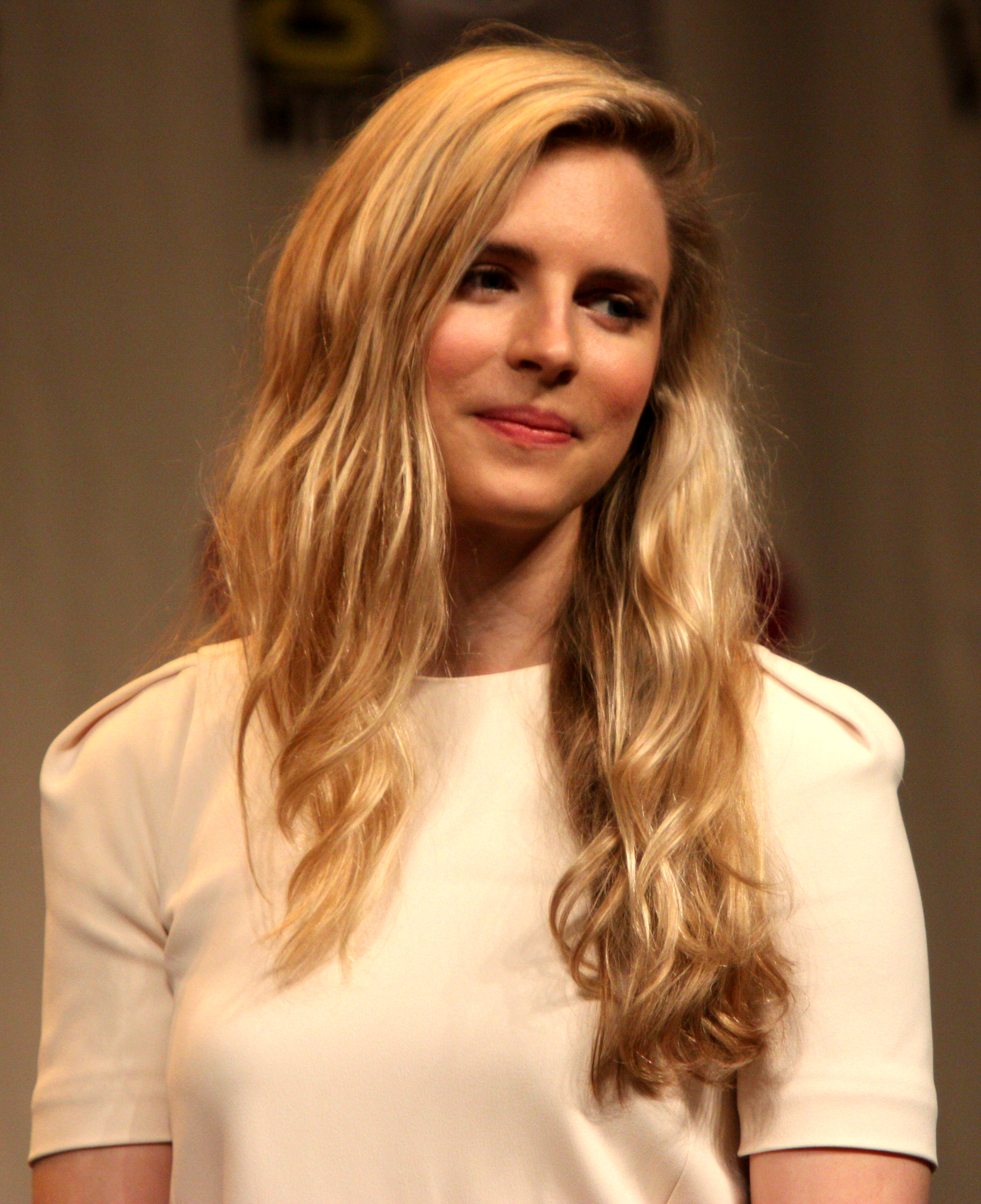
Brit Marling nel 2012 al Wondercon di Anaheim, California

Brit Marling nasce a Chicago, in Illinois, figlia dei promotori immobliari John e Heidi Marling. Viene chiama Brit in omaggio alla nonna materna norvegese. Ha una sorella, Morgan. Brit Marling cresce a Winnetka, in Illinois, e a Orlando, in Florida, dove frequenta il programma di arti alla Dr. Phillips High School. Brit Marling dimostra da subito interesse nella recitazione, ma i suoi genitori la incoraggiano a focalizzarsi su materie accademiche. Si laurea all'Università di Georgetown nel 2005 in economia e arte e le viene conferito il titolo accademico di valedictorian.
Successivamente lavora presso la Goldman Sachs, ma rifiuta una proposta di lavoro in ambito finanziario, decidendo di trasferirsi a Cuba con due suoi amici e compagni di università: i futuri registi Mike Cahill e Zal Batmanglij. Qui prende parte, come sceneggiatrice e regista, unitamente a Cahill, Batmanglij e Nicholas Shumaker, al documentario Boxers and Ballerinas, di cui cura anche fotografia e montaggio. Boxes and Ballerinas le farà ottenere numerose candidature, vincendo un Breckenridge Festival of Film quale miglior documentario.
Nel 2011 è interprete, sceneggiatrice e produttrice dei due film indipendenti Another Earth e Sound of My Voice. Il primo dei due film vince il Premio Alfred P. Sloan al Sundance Film Festival del 2011 e il premio al miglior film al  San Diego Film Critics Society Awards; mentre porta Brit Maring ottenere candidature al premio Academy of Science Fiction, Fantasy & Horror Films, al Chicago Film Critics Association Awards, ai Film Independent Spirit Awards, vincendo un premio come miglior attrice al Festival del Cinema di Sitges.
Nel 2012 compare nella sua prima produzione mainstream, interpretando il personaggio di Brooke Miller, figlia dei protagonisti Robert (Richard Gere) ed Ellen Miller (Susan Sarandon) nel film di genere thriller diretto da Nicholas Jarecki, La frode. Sempre nel 2012 compare al fianco di Robert Redford e Nick Nolte, nel ruolo di Rebecca Osborne, nel film diretto dallo stesso Redford La regola del silenzio - The Company You Keep, che verrà candidato alla Mostra del Cinema di Venezia.
Nel dicembre dello stesso anno comincia a lavorare, unitamente al proprio fido collaboratore Zal Batmanglij, alla serie televisiva di genere thriller-fantastico, The OA, che vedrà la luce solamente nel 2016 sul canale in streaming on-demand Netflix, debuttando il 16 dicembre di quell'anno e concludendosi il 22 marzo 2019. Nel 2017 incide la propria voce nella traccia d'apertura, Intro, dell'album del gruppo musicale statunitense Odesza, A Moment Apart.
Nel 2023 scrive e dirige con Zal Batmanglij la miniserie televisiva thriller-fantascientifica A Murder at the End of the World, che interpreta al fianco di Emma Corrin e Harris Dickinson.

## Vita privata
Brit Marling ha avuto una lunga relazione, durata dal 2004 al 2012, con il suo ex-compagno di università e collaboratore in alcuni progetti comuni, Mike Cahill. Successivamente dichiaratasi single, l'attrice e sceneggiatrice statunitense non lascia comunque trapelare molto della propria vita privata, dimostrandosi maggiormente concentrata sul lavoro.

## Filmografia

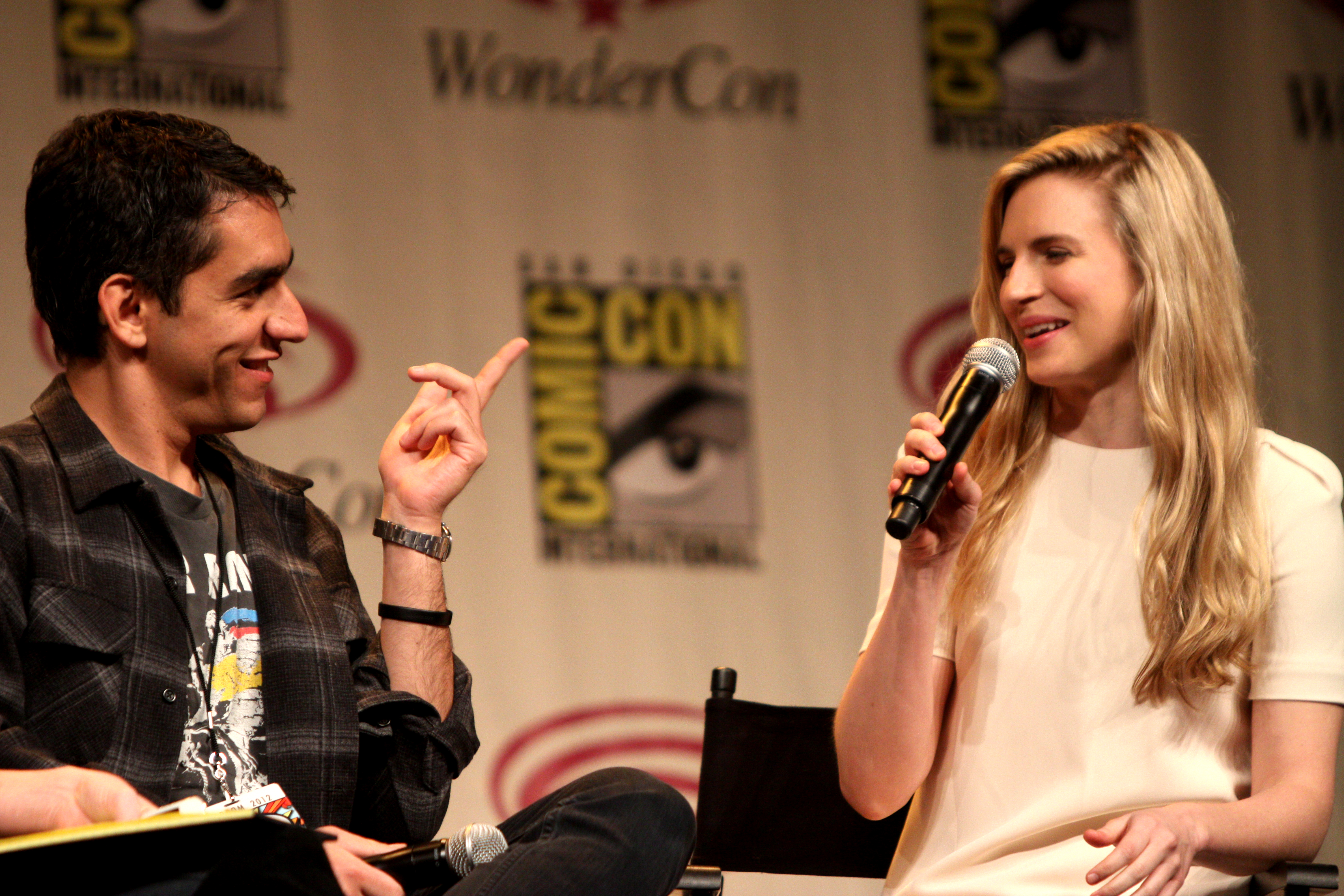
Zal Batmanglij e Brit Marling al WonderCon di Anaheim, California, nel 2012

### Attrice

#### Cinema
- The Recordist, regia di Zal Batmanglij - cortometraggio (2007)
- Political Disasters, regia di Zach Horton (2009)
- Another Earth, regia di Mike Cahill (2011)
- Sound of My Voice, regia di Zal Batmanglij (2011)
- La frode (Arbitrage), regia di Nicholas Jarecki (2012)
- La regola del silenzio - The Company You Keep (The Company You Keep), regia di Robert Redford (2012)
- The East, regia di Zal Batmanglij (2013)
- The Better Angels, regia di A.J. Edwards (2014)
- I Origins, regia di Mike Cahill (2014)
- The Keeping Room, regia di Daniel Barber (2014)
- Posthumous, regia di Lulu Wang (2014)

#### Televisione
- Community – serie TV, episodio 2x15 (2011)
- Babylon – miniserie TV, 7 puntate (2014)
- The OA – serie TV, 15 episodi (2016-2019)
- A Murder at the End of the World, regia di Brit Marling e Zal Batmanglij - miniserie TV, 7 puntate (2023)

### Produttrice

#### Cinema
- Everyone Stares: The Police Inside Out, regia di Stewart Copeland – documentario (2006)
- Another Earth, regia di Mike Cahill (2011)
- Sound of My Voice, regia di Zal Batmanglij (2011)
- The East, regia di Zal Batmanglij (2013)
- On the Line: The Richard Williams Story, regia di Stuart McClave (2022)

#### Televisione
- The OA – serie TV, 16 episodi (2016-2019)
- A Murder at the End of the World, regia di Brit Marling e Zal Batmanglij - miniserie TV, 7 puntate (2023)

### Sceneggiatrice

#### Cinema
- Boxers and Ballerinas, regia di Mike Cahill e Brit Marling – documentario (2004)
- Another Earth, regia di Mike Cahill (2011)
- Sound of My Voice, regia di Zal Batmanglij (2011)
- The East, regia di Zal Batmanglij (2013)

#### Televisione
- The OA – serie TV, 16 episodi (2016-2019)
- A Murder at the End of the World, regia di Brit Marling e Zal Batmanglij - miniserie TV, 7 puntate (2023)

### Regista
- Boxers and Ballerinas, co-diretto con Mike Cahill - documentario (2004)
- A Murder at the End of the World co-diretta con Zal Batmanglij - miniserie TV, 3 puntate (2023)

## Discografia

### Collaborazioni
- 2014 - Hanan Townshend The Better Angels, nel brano Star in the East
- 2017 - Odesza A Moment Apart, nel brano Intro

## Riconoscimenti (parziale)
- Academy of Science Fiction, Fantasy & Horror Films
  - 2012 - Candidatura alla miglior attrice per Another Earth
  - 2012 - Candidatura alla miglior sceneggiatrice per Another Earth
- Breckenridge Festival of Film
  - 2005 - Miglior documentario per Booxes and Ballerinas
- Chicago Film Critics Association Awards
  - 2011 - Candidatura alla miglior attrice esordiente per Another Earth
- Cinqeust San Jose Film Festival
  - 2004 - Candidatura al panorama globale per Boxes and Ballerinas
- Festival del Cinema di Sitges
  - 2011 - Miglior attrice per Another Earth
- Festival Internacional del Nuevo Cine Latinoamericano de La Habana
  - 2004 - Candidatura al miglior film per Boxes and Ballerinas
- Film Independent Spirit Awards
  - 2012 - Candidatura al miglior film per Another Earth
  - 2012 - Candidatura alla miglior sceneggiatura per Another Earth
  - 2013 - Candidatura al miglior film per Sound of my Voice
  - 2013 - Candidatura alla miglior attrice non protagonista per Sound of My Voice
- Georgia Film Critics Association
  - 2013 - Candidatura alla miglior sceneggiatura originale per Sound of my Voice
- iHorror Awards
  - 2017 - Candidatura alla miglior attrice in una serie horror per The OA
- San Diego Film Critics Society Awards
  - 2011 - Miglior film per Another Earth
- San Diego Film Festival
  - 2015 - Auter Award
- Women Film Critics Circle Awards
  - 2015 - Candidatura al miglior eroe d'azione femminile per The Keeping Room
- Women's Image Network Awards
  - 2013 - Candidatura alla miglior attrice in un film per The East
  - 2013 - Candidatura al Miglior film/spettacolo scritto da una donna per The East
- Writers Guild of America
  - 2018 - Candidatura al miglior dramma a episodi per l'episodio Il ritorno della serie televisiva The OA
  - 2024 - Candidatura alla miglior miniserie televisiva per A Murder at the End of the World (condiviso con Zal Batmanglij, Cherie Dimaline, Melanie Marnich e Rebecca Roanhorse)

## Doppiatrici italiane
Nelle versioni in italiano delle opere in cui ha recitato, Brit Marling è stata doppiata da: 
- Valentina Mari ne La frode, The East, I Origins, A Murder at the End of the World
- Federica De Bortoli ne La regola del silenzio - The Company You Keep
- Jolanda Granato in Community
- Perla Liberatori in Another Earth
- Veronica Puccio in The OA